# Jean-Baptiste de La Rochefoucauld de Roye
Jean-Baptiste Louis Frédéric de La Rochefoucauld de Roye, duc d'Anville, né le 17 août 1707 et mort à Chibouctou, en Acadie, le 28 septembre 1746, est un gentilhomme et militaire français du XVIIIe siècle. Il sert dans la Marine royale, dans le corps des galères, avant de passer dans celui des vaisseaux. Promu lieutenant général des armées navales en 1745, il prend part à la guerre de Succession d'Autriche et conduit une expédition malheureuse au secours de Louisbourg, dans laquelle il perd la vie.

## Biographie

### Origines et famille
Jean-Baptiste Louis Frédéric de La Rochefoucauld de Roye naît le 17 août 1707, dans une illustre maison de la noblesse charentaise dont l'origine remonte au Xe siècle. Il est le fils de Louis de La Rochefoucauld, marquis de Roye, un cousin du duc de La Rochefoucauld, et de Marthe Ducasse, fille unique de l'amiral Ducasse, le vainqueur de Carthagène des Indes.
En 1732, il épouse Marie-Louise-Nicole de La Rochefoucauld (Paris, 22 septembre 1716 - Paris, 31 mai 1797), fille d'Alexandre 1er de La Rochefoucauld, 5e duc de La Rochefoucauld, duc de La Goche-Guyon, et d'Elisabeth de Toiras.
N'ayant pas de fils, le 5e duc de La Rochefoucauld demanda au Roi et au pape la permission de léguer ses titres à sa fille, pourvu qu'elle épouse un autre La Rochefoucauld. Jean-Baptiste de La Rochefoucauld de Roye est fait duc d'Anville le 15 février 1732, quelques jours avant son mariage.

### Carrière militaire
Il est officier du corps des galères, ensuite transféré dans la Marine royale en 1734. Il est nommé lieutenant général des armées navales en janvier 1745.
Il est pourvu en 1720 de la survivance de la charge exercée par son père, et semble avoir fort peu navigué, bien que l'on constate sa présence à bord d'une galère en 1734. Transféré dans le corps des vaisseaux, il est promu lieutenant général en janvier 1745 alors que vient de reprendre la guerre entre la France et l'Angleterre.

### La dramatique expédition sur Louisbourg

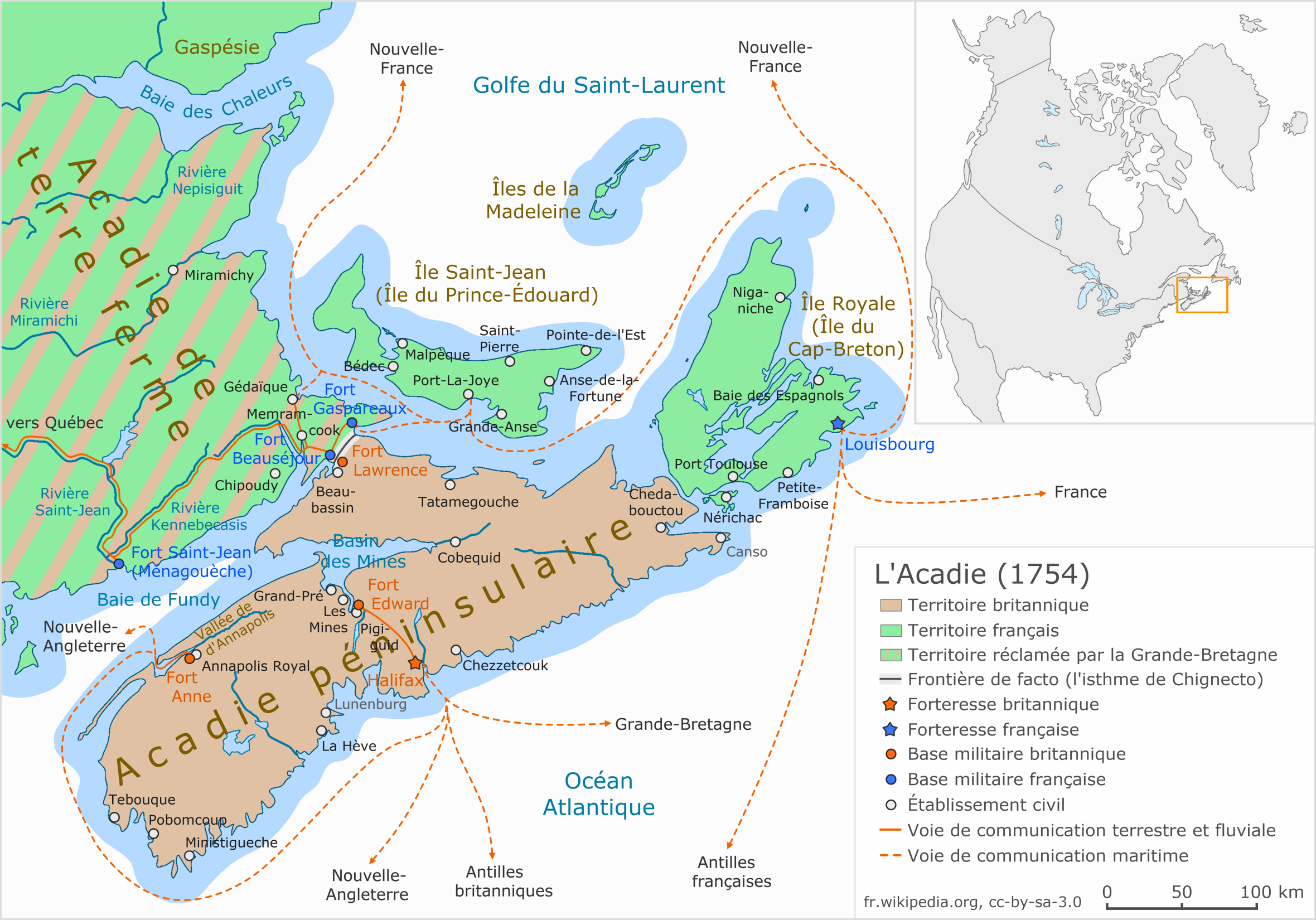
L'Acadie vers 1750. En 1745 les Anglais s'emparent de Louisbourg qui défend l'entrée de la Nouvelle-France. D'Anville est chargé de reprendre la place.

En 1746, une grande expédition est confiée à d'Anville pour reprendre Louisbourg. On était en pleine guerre de Succession d'Autriche. L’année précédente, la grande forteresse qui défendait l’entrée du Canada sur l’île du Cap-Breton avait été prise presque sans combat. La place, mal défendue par 1 500 hommes en révolte s’était laissée surprendre par un débarquement improvisé de 4 000 hommes, monté depuis la Nouvelle-Angleterre. C’était une lourde défaite qui ouvrait les portes du Saint-Laurent aux Anglais.
Louis XV et son ministre de la marine, Maurepas décident aussitôt d’envoyer une puissante escadre reprendre Louisbourg : 55 (ou 60) bâtiments portant 3 500 hommes de troupe escortés par 10 vaisseaux, 3 frégates et 3 navires à bombarde, commandés par le duc d'Anville. Le plan, très ambitieux, prévoit aussi de reprendre Port-Royal, l'ancienne capitale de l'Acadie devenue Annapolis, et rien moins que de détruire la ville de Boston (!) Mais Brest, qui n'a pas retrouvé le rythme du temps de guerre a beaucoup de mal à armer cette grande escadre qui part très tard dans la saison (22 juin) et se traine dans une interminable traversée de l’Atlantique. L'expédition n'arrive que le 12 septembre 1746, retard largement imputable aux navires marchands, puis elle est bousculée par une terrible tempête qui cause de graves avaries à plusieurs bâtiments, aussitôt contraints de rentrer en France. L'expédition tourne finalement à la catastrophe sanitaire. Le scorbut, puis une toxicose liée à la mauvaise qualité des vivres se déclare et décime les équipages. 800 soldats et 1 500 matelots décèdent en quelques jours. La moitié de l'expédition du duc d'Anville réussit cependant à atteindre la baie de Chibouctou où les Acadiens ravitaillent les soldats et les marins.
D’Anville, emporté par une crise d’apoplexie, s'écroule sur le gaillard d'arrière de son vaisseau, le Northumberland. Il est remplacé par M. d'Estourmelles qui tombe à son tour malade, puis se blesse sévèrement. Il doit céder sa place à La Jonquière qui fait une ultime tentative avec 4 vaisseaux et ce qui reste du convoi contre la ville d'Annapolis. Mais la tempête s'en mêle à nouveau alors que l'épidémie poursuit ses ravages : des centaines d'hommes meurent encore de la « peste » après leur arrivée à Chibouctou. La Jonquière décide de rentrer. Les vaisseaux, réduits à l'état d'hôpitaux flottants reviennent en ordre dispersé. L'escadre a été vaincue par la maladie sans même avoir rencontré l'ennemi. Louisbourg restera entre les mains des Anglais jusqu’à la fin de la guerre.
D'Anville est inhumé sur l'île Georges, dans la baie de Chibouctou. Sa dépouille sera transportée à Louisbourg en 1748.

### Une salonnière réputée
Durant son veuvage, Marie Louise Nicole de La Rochefoucauld, son épouse, connue comme la duchesse d'Anville, poursuit les aménagements au château de La Roche-Guyon, en particulier la bibliothèque.
Elle y tient un salon réputé auprès des intellectuels de l'époque et suit une correspondance avec nombre d'entre eux.

### Mariage et descendance
De son mariage, le duc d'Anville a trois filles et un garçon :
- une fille (*1738),
- Élisabeth Louise de La Rochefoucauld (Paris, 17 juin 1740 - Paris, 12 décembre 1786), mariée en 1757 avec Louis Antoine Auguste de Rohan-Chabot, sixième Duc de Rohan (1733-1807), dont postérité ;
- Louis Alexandre de La Rochefoucauld d'Anville (Paris, 11 juillet 1743 - sauvagement massacré le 4 septembre 1792), qui succède au titre de duc d'Anville en 1746 après la mort de son père et à ceux de duc de La Rochefoucauld et de duc de La Roche-Guyon en 1762 après la mort de son grand-père maternel, maréchal de camp, député aux États-généraux de 1789. Marié deux fois, il meurt sans postérité ;
- Adélaide Émilie de La Rochefoucauld (4 octobre 1745 - 7 avril 1765), sans alliance[6].

## Galerie

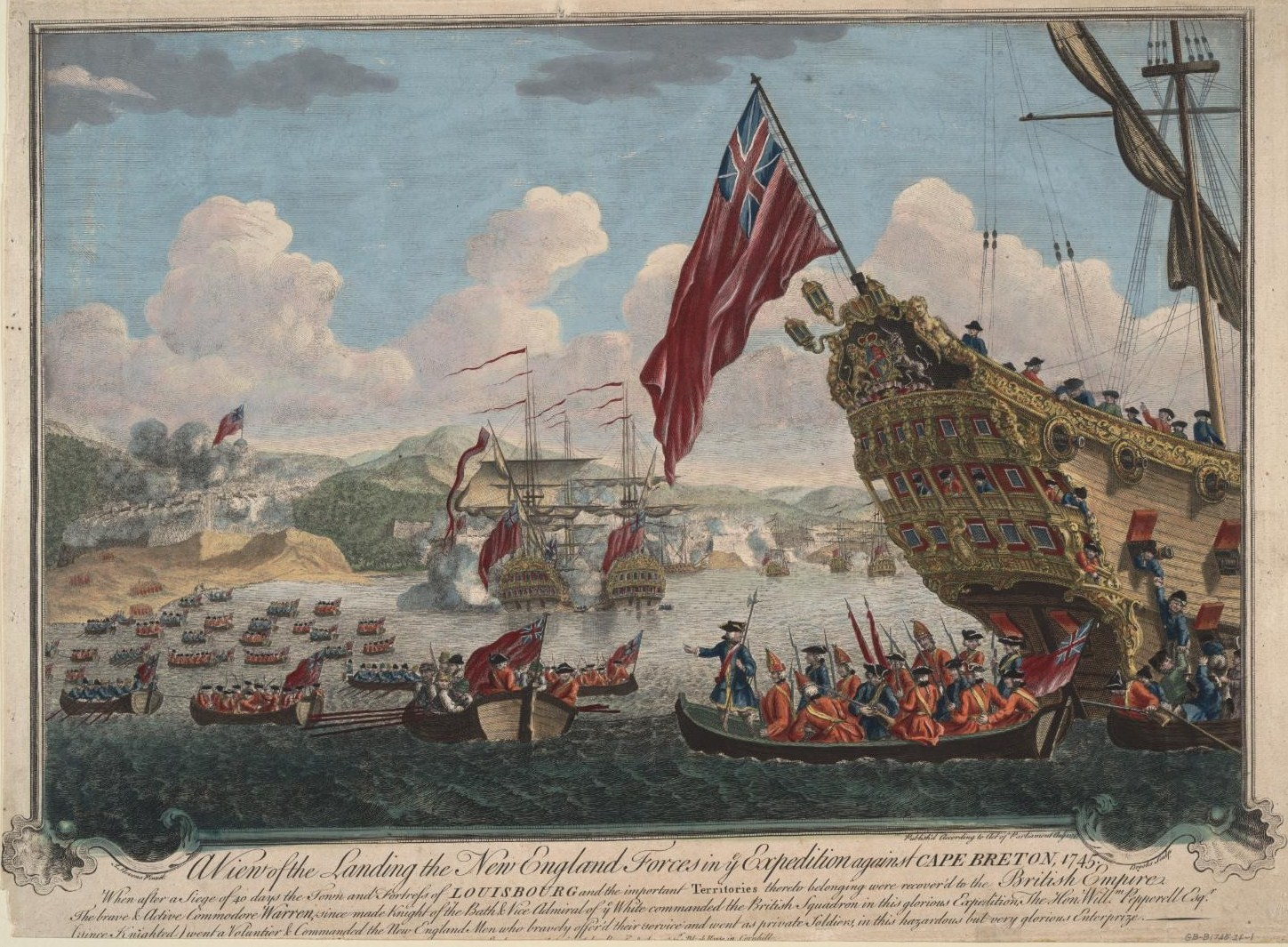
Vue du débarquement sur l'île du Cap-Breton en 1745. L'attaque de Louisbourg a été montée depuis la Nouvelle Angleterre.
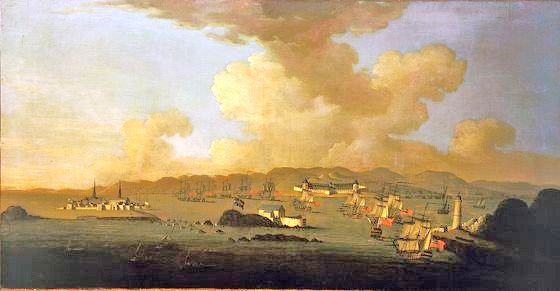
Louisbourg assiégée. La forteresse, mal défendue par une garnison en révolte chute rapidement.
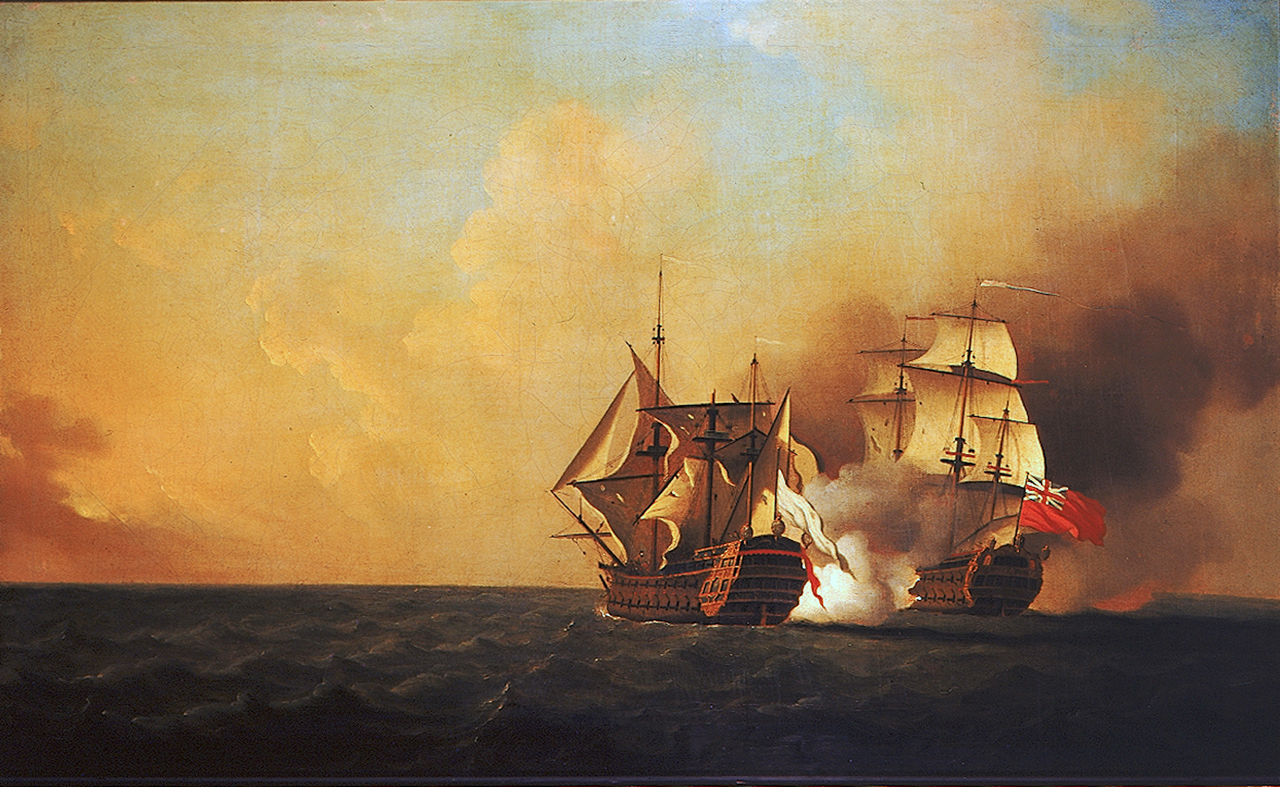
Le vaisseau le Mars, capturé par la Royal Navy, au retour des survivants.
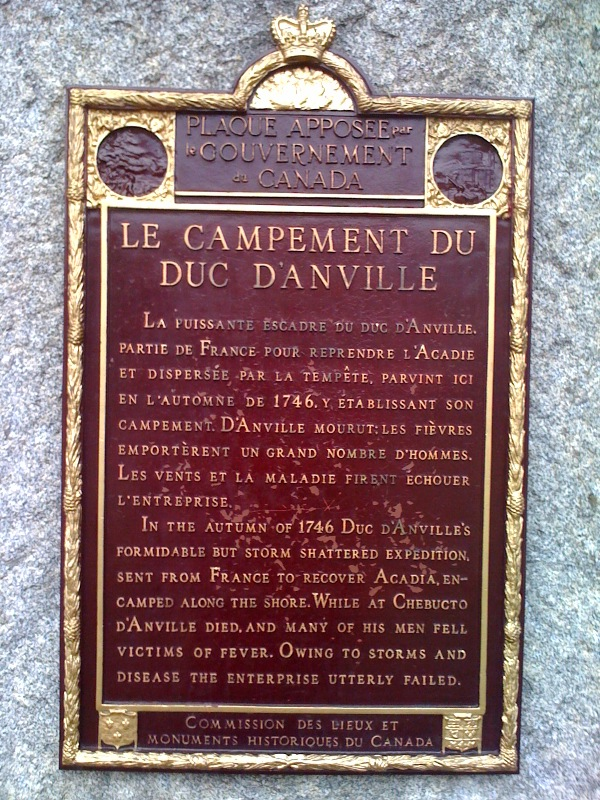
Plaque en l'honneur de l'expédition du duc d'Anville, à Halifax, en Nouvelle-Écosse.

### Sources
- Jean Meyer et Martine Acerra, Histoire de la marine française : des origines à nos jours, Rennes, Ouest-France, 1994, 427 p. [détail de l’édition] (ISBN 2-7373-1129-2, BNF 35734655)
- Étienne Taillemite, Dictionnaire des marins français, Tallandier, 2002, 576 p. (ISBN 978-2-84734-008-2), p. 16.
- Jean Meyer et Jean Béranger, La France dans le monde au XVIIIe siècle, éditions Sedes, 1993
- Lucien Bély, Les relations internationales en Europe (XVIIe – XVIIIe siècle), PUF, 1992
- Martine Acerra et André Zysberg, L’essor des marines de guerre européennes, 1680-1790, éditions Sedes, 1997
- Patrick Villiers et Jean-Pierre Duteil, L'Europe, la mer et les colonies XVIIe – XVIIIe siècle, Hachette supérieur, coll. « Carré Histoire », 1997
- Michel Antoine, Louis XV, éditions Hachette, coll. « Pluriel » (no 8571), 1993, 17e éd. (1re éd. 1989)